# Kotosh
Kotosh est un site archéologique du District de Huanuco au Pérou. Il comporte une série de six strates superposées, témoignant de l'occupation continue du site : elles vont de la période archaïque andine à la période intermédiaire andine. Le plus célèbre de ses sanctuaires, aujourd'hui accessible au public, est le Temple des Mains Croisées, du nom des deux bas-reliefs représentant des bras croisés, datés vers 1800 av. J.-C. (phase dite Kotosh-Mito). Parmi les chercheurs et archéologues qui ont étudié ce site archéologique, on compte Javier Pulgar Vidal, Julio César Tello et Seiichi Izumi (le découvreur du Temple des Mains Croisées).

## Localisation
Kotosh est une petite pampa à 4 km à l'ouest de la ville de Huánuco en rive droite du rio Higueras.
Ce sanctuaire sacré remonte à plus de 1800 av. J.-C., en plein Âge précéramique andin (ou Âge précéramique tardif) : ce serait le premier exemple d'architecture religieuse, non seulement du Pérou, mais de toute l'Amérique. Ce monument pourrait commémorer l'union de deux peuples.

## Fouilles
Du temps de la Vice-royauté du Pérou, Kotosh était connu comme une huaca précolombienne, fréquentée par les chasseurs de trésors. Cette situation a persisté jusqu'à la découverte, dans les années 1930, d'une butte d'apparence naturelle. En 1934, Javier Pulgar Vidal identifia des fragments de poterie pré-inca dans ce secteur. Au cours des années suivantes, il reçut la visite du célèbre archéologue Julio César Tello, qui l'a considéré d'emblée comme un site important : il observa que la céramique de Kotosh était apparentée avec la poterie chavín, ce qui semblait confirmer son hypothèse de l'unité culturelle des peuples de la jungle aux montagnes. Kotosh, de ce point de vue, aurait constitué un maillon important dans l'émergence de la civilisation péruvienne, dont la matrice culture aurait été la culture Chavín.

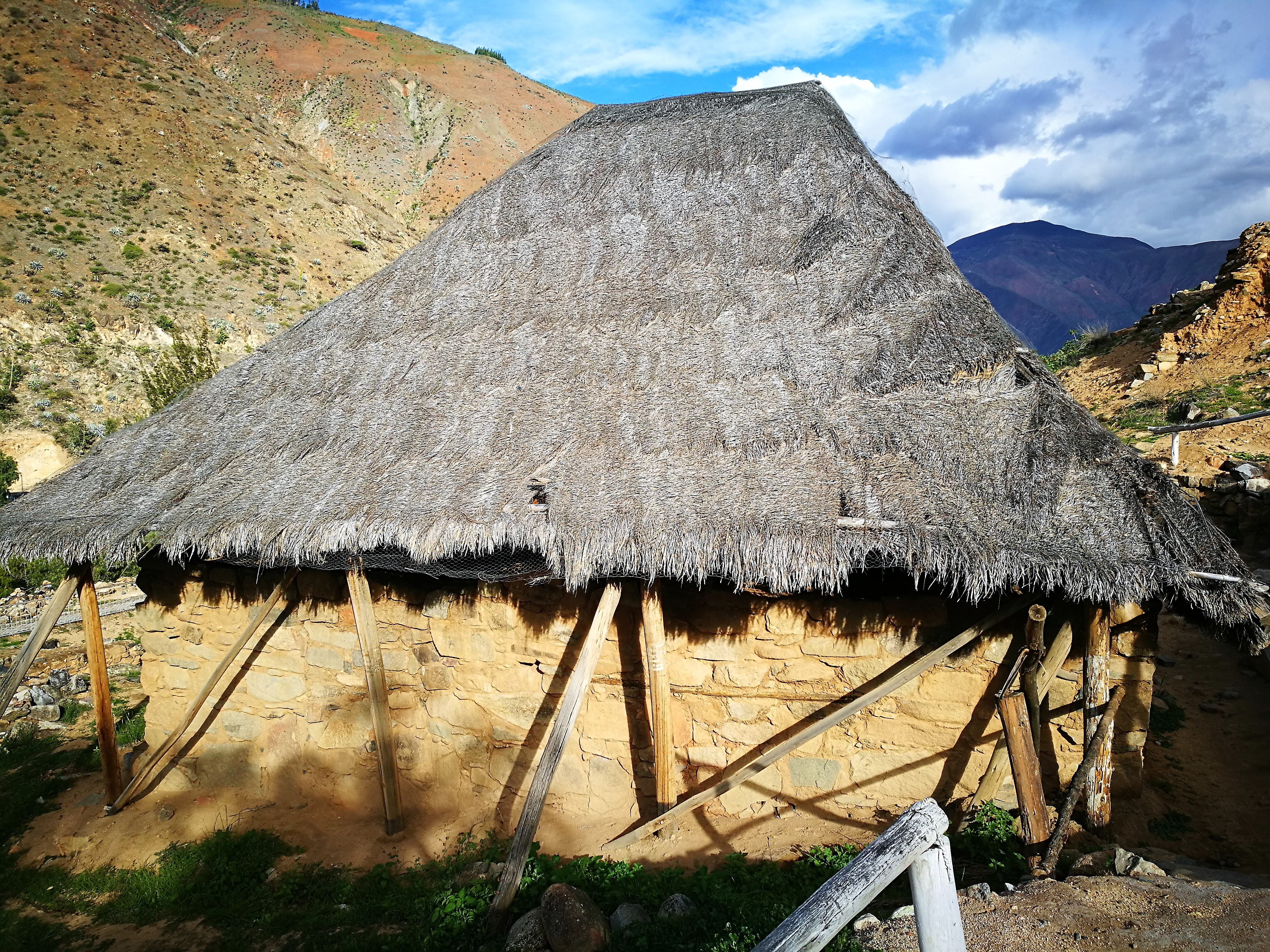
Vue partielle du Temple des Mains Croisées.

Après la mort de Tello, les fouilles dans la région furent interrompues, jusqu'à ce qu’en 1960 l’Université de Tokyo dépêche une expédition à la demande du professeur Seiichi Izumi, formée de l’archéologue Toshinico Sono, de l’anthropologue Kazuo Terada et d'autres spécialistes. Cette équipe déblaya les strates de Kotosh, mit au jour les restes d'un sanctuaire antique remontant à l'ère précéramique, qu'elle baptisa de Temple des mains croisées : on voyait en effet, dans le soubassement d'un de ses murs intérieurs, un bas-relief d'argile représentant des poignets croisés, à connotation apparemment religieuse.
À l'occasion d'une année sabbatique, Izumi retourna en 1963 au Pérou, emmenant avec lui une équipe de spécialistes plus fournie encore que celle de 1960, et décidé à élucider une fois pour toutes le mystère du temple. Les archéologues dégagèrent entièrement l'édifice, confirmant au passage son âge pré-céramique (vers 1800 av. J.-C.), puisqu'ils ne trouvèrent aucun tesson de poterie. Les premiers tessons ne se retrouvent que dans la strate immédiatement supérieure, dite du « Temple des niches. » Ils découvrirent aussi dans la séquence de ces strates un type de céramique que l'on rattache au Premier intermédiaire.

## Périodes

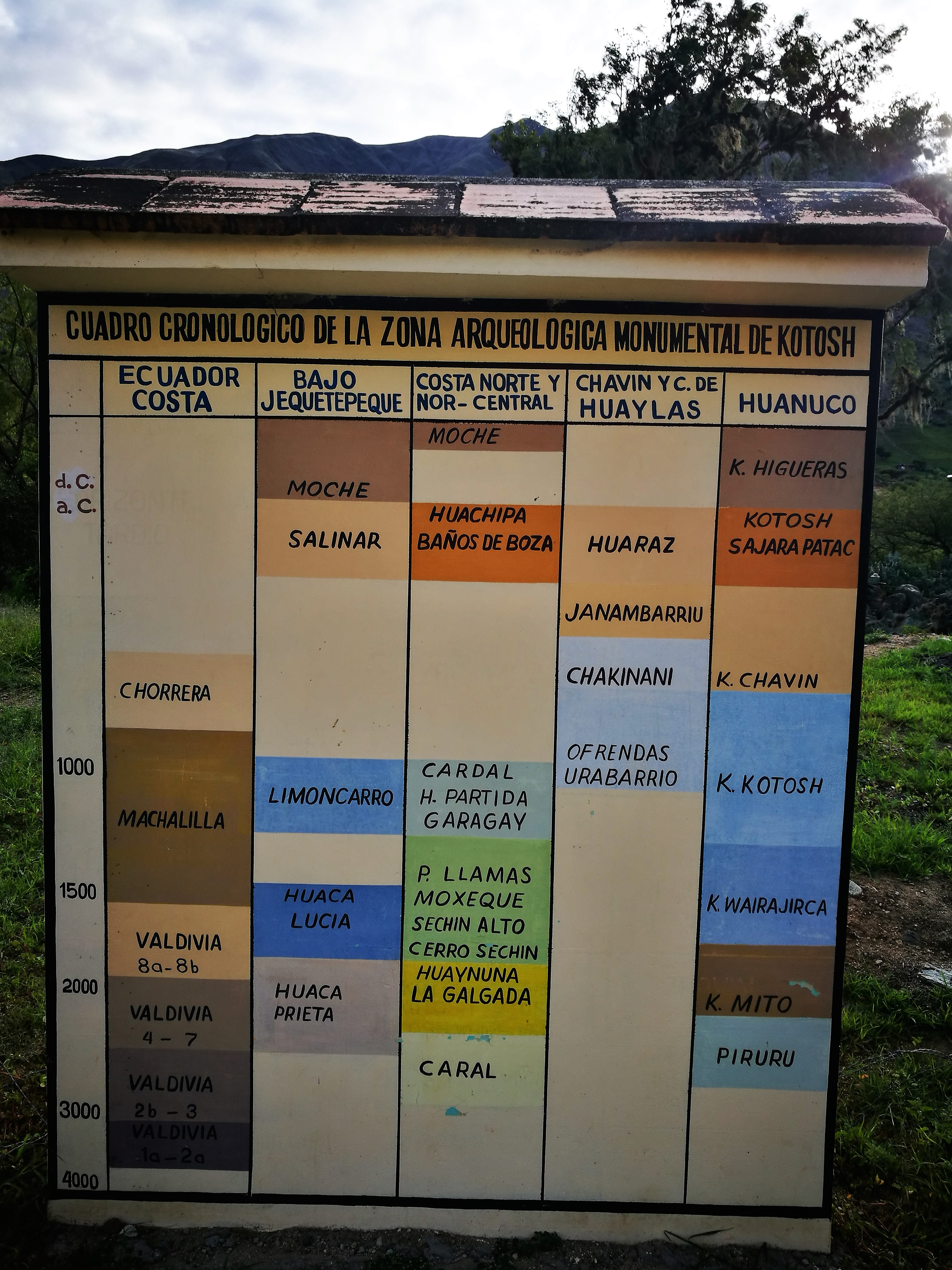
Frise chronologique des différentes strates archéologiques.

### Synopsis
Le site comporte une succession d'édifices reflétant six phases d'occupation :
- Mito
- Waira-jirca
- Kotosh Kotosh
- Chavin (en relation avec la culture Chavín de Huántar)
- Sajara-patac
- Higueras

### Tradition Kotosh ou Mito
Cette tradition de sanctuaires en terre battue à foyer central (où l'on incinérait certainement des offrandes) a été dénommée « tradition religieuse de Kotosh », « tradition Mito » ou « tradition des Autels du Feu Sacré ». On connaît bien sûr des édifices plus anciens, comme ceux retrouvés à La Galgada (Pallasca, Áncash) qui remonte à 2380 av. J.-C., ou celui d’Huaricoto (Marcará, Áncash), qui remonte à 2796 av. J.-C. Mais on a retrouvé des vestiges à Tantamayo (Huanuco), à Caral (Supe) et à Huacaloma (Cajamarca), ce qui suppose une tradition qui s'étendait sur tout le nord des Andes centrales du Pérou, de la Côte jusqu'à l'orée de la jungle de Selva.

## Description

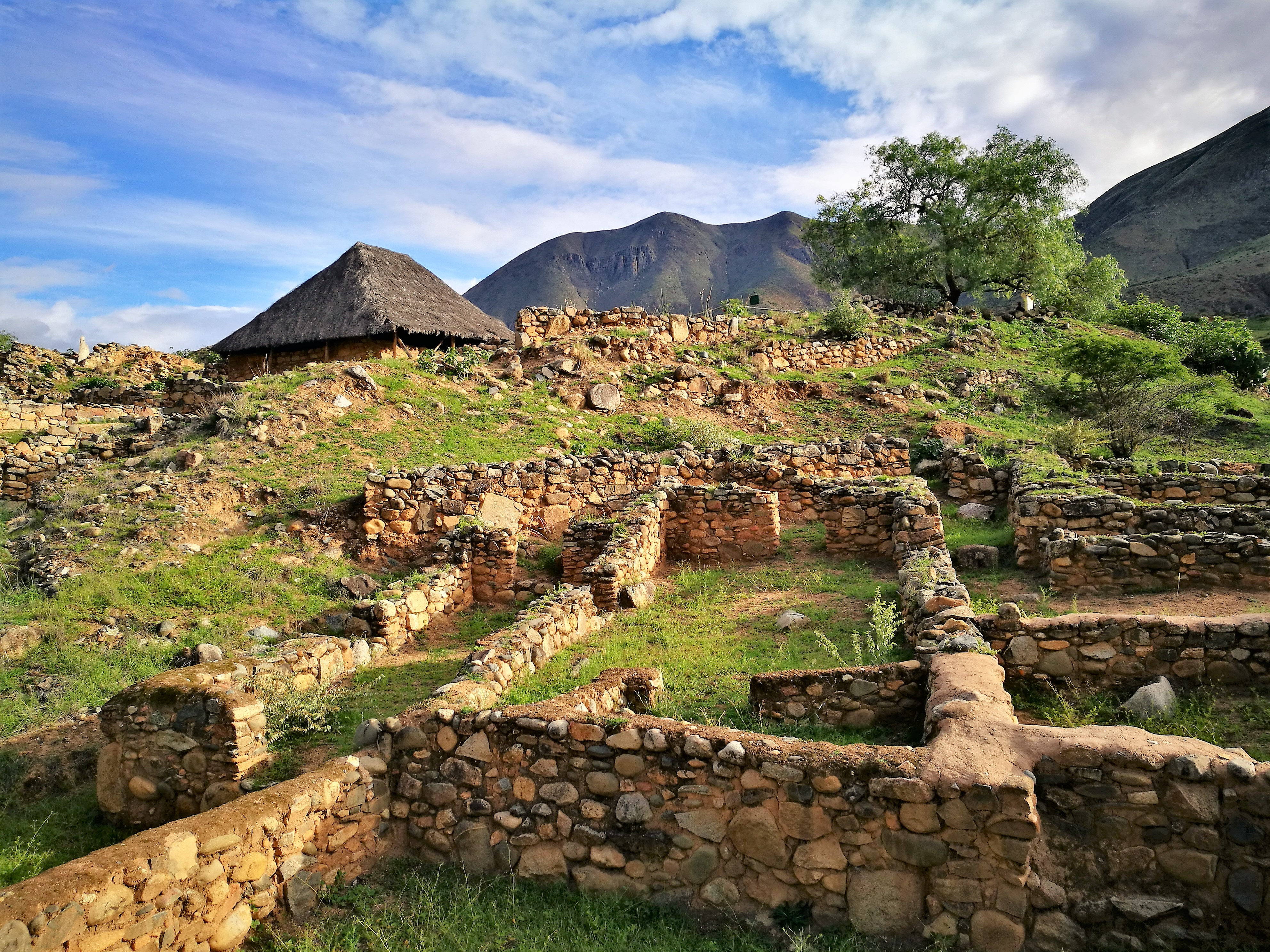
Autre vue extérieure du site de Kotosh.

Kotosh est formée d'une série d'édifices construits en pierre hourdie à l'argile, de plan quadrangulaire et sur terrasse remplie d'un béton de galets, de pierres concassées et d'argile. Les pièces intérieures sont modestes : de 4 à 6 m de large, bien que la largeur de l'édifice dépasse 10 m de largeur. Il est dépourvu de baies ou fenêtres et sa toiture était probablement en terrasse. À l’intérieur de chaque pièce, on distingue deux niveaux : le niveau le plus bas est de terre battue, l'autre niveau, circulaire, est surélevée comme une banquette. La pièce basse comporte un petit puits au centre qui servait de foyer, et qui était connecté à une conduite de ventilation souterraine. Les parois sont enfoncées de niches de tailles diverses, et en certains cas de simples peintures ou bas-reliefs en forme de bras croisés, comme au Temple des Mains Croisées.

## Le Temple des mains croisées

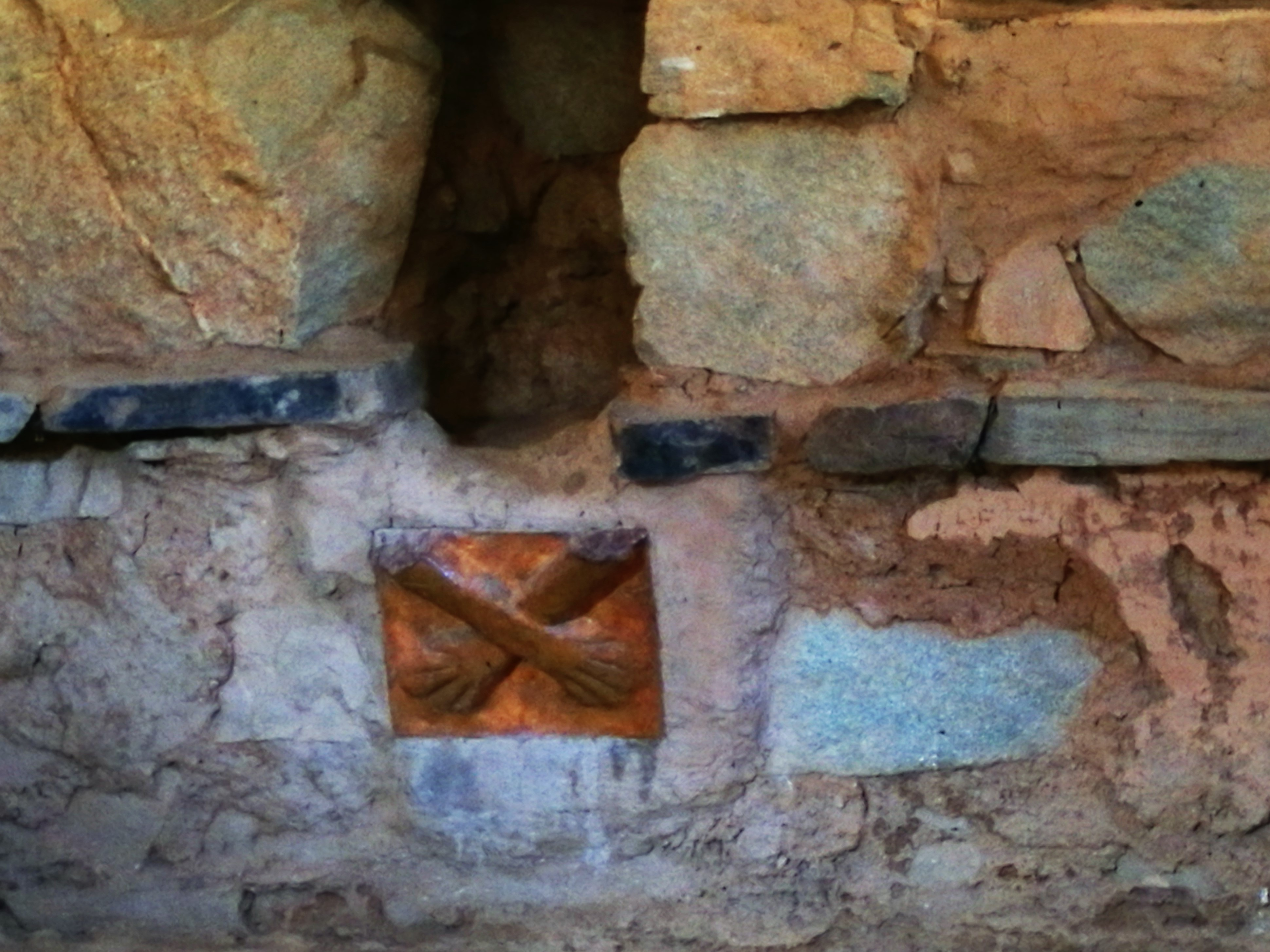
Le bas-relief des mains croisées, dans le temple de même nom.

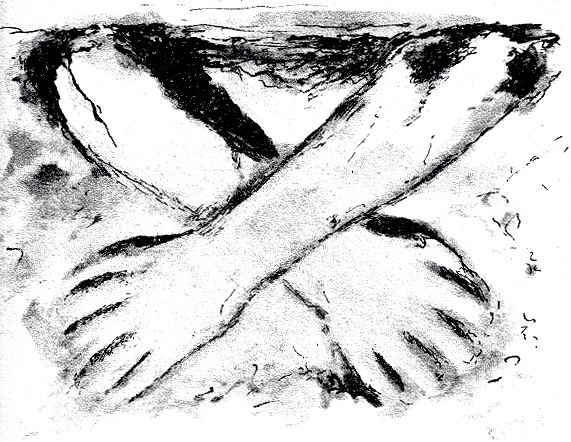
Moulage en terre cuite des deux mains, retrouvé à Kotosh.

Comme on l'a dit plus haut, le Temple des mains croisées est le plus célèbre sanctuaire de la région de Kotosh. Il affecte un plan rectangulaire de 9,50 m de large par 9,30 m de long. On y pénètre par une porte haute de 2,15 m.
Dans les murs, hauts de 2,40 à 2,80 m, on a découvert des bossages couverts d'une fine couche d'argile de teinte blanc-crème, creusés de niches en corne. Dans la partie inférieure de ces niches, on a retrouvé des moulages en céramique des fameuses mains croisées, que les archéologues ont pris grand soin de ne pas endommager. On ignore la signification de ces objets. Les chercheurs japonais y voient un symbole d'amitié, de rapprochement, de bonté ; mais pour d'autres, ces mains étaient au cœur d'un culte religieux qui serait la première religion d'Amérique. Il est tout aussi probable que ce bas-relief soit le vestige d'une statue dont le reste a disparu.
Tous les temples de cette tradition sont séparés en deux niveaux, possèdent un foyer central au niveau inférieur et une cheminée souterraine d'évacuation des fumées.